# Björntjärnen (Byske socken, Västerbotten, 722633-174519)
Björntjärnen är en sjö i Skellefteå kommun i Västerbotten och ingår i Åbyälven-Byskeälvens kustområde. Sjön har en area på 0,138 kvadratkilometer och ligger 108 meter över havet. Vid provfiske har abborre, gädda och mört fångats i sjön.

## Delavrinningsområde
Björntjärnen ingår i det delavrinningsområde (722710-174421) som SMHI kallar för Utloppet av Björntjärnen. Medelhöjden är 131 meter över havet och ytan är 3,06 kvadratkilometer. Det finns inga avrinningsområden uppströms utan avrinningsområdet är högsta punkten. Vattendraget som avvattnar avrinningsområdet har biflödesordning 3, vilket innebär att vattnet flödar genom totalt 3 vattendrag innan det når havet efter 22 kilometer. Avrinningsområdet består mestadels av skog (71 procent). Avrinningsområdet har 0,14 kvadratkilometer vattenytor vilket ger det en sjöprocent på 4,5 procent.